# Hakob Tonoyani anvan Sowpergavat' 2011
La Hakob Tonoyani anvan Sowpergavat' 2011 è stata la quattordicesima edizione della supercoppa armena di calcio.
L'incontro, che si giocò il 24 settembre 2011 nella capitale Erevan tra il P'yownik e il Banants, venne vinto dal P'yownik, al suo ottavo titolo.

## Tabellino
| Arbitro: | Arsenyan |

|                                         |           |  |
| Hovsepyan 18’ Minasyan 42’ Bakalyan 88’ | Marcatori |  |